# 초일관 논리
초일관 논리(超一貫論里, 영어: Paraconsistent Logic) 또는 모순허용논리(矛盾許容論里, 영어: inconsistency-tolerant logic)란, 모순을 특별한 방법으로 다루는 논리 체계이다. 또는 모순에 대하여 내성 있는 논리 전반을 가리키는 말이기도 하다.
초일관 논리 체계의 일반적인 특징은 배중률은 허용하면서도 참과 거짓의 대립, 즉 이가(二價) 대립 체계는 잘 허용하지 않는다는 점이다. 곧 다치 논리와 연관성이 있다.
모순허용논리는 20세기 초에도 이미 연구되었으며, 사실 원시적인 형태로는 아리스토텔레스까지 거슬러 올라간다. 하지만, 초일관(paraconsistent)이라는 용어는 1976년 페루인 철학자 프란시스코 미호 케사다(Francisco Miró Quesada)가 최초로 쓴 것이며, 이때쯤부터 본격적인 연구가 시작되었다 할 수 있다.

## 정의
직관논리도 포함하는 고전논리에서는 모순으로부터 온갖 것을 이끌어낼 수 있다. 이 기묘한 특징을 폭발률(爆發律)이라 부르며, 형식적으로는 다음과 같이 나타난다:
{\displaystyle A,\neg A\vdash B}
이곳에서 {\displaystyle \vdash }는 논리적 귀결 관계를 의미한다. 따라서 체계에 하나의 모순이 존재한 경우 그 체계는 자명하다. 즉, 온갖 글이 증명된 명제가 된다. 모순허용논리에서는 이 폭발률을 채용하지 않는다. 결과적으로 모순허용논리는 다른 논리체계와는 다르며, 모순을 포함하는 "자명하지 않은" 체계를 다룰 수 있다.

## 모순허용논리는 항상 고전논리보다 약하다
모순허용논리는 다른 논리체계보다 약하다고 여겨진다. 이것은 즉, 모순허용논리에 의한 추론능력이 약하다는 것이다. 모순허용논리에서는 통상의 논리체계에서 거짓으로 여겨지는 것을 참으로 볼 가능성이 있지만, 문제는 그것이 아니라 모순허용논리가 고전논리보다 확장된 형태가 아니며, 고전논리가 할 수 있는 모든 것을 다룰 수 있다고는 말할 수 없다는 점이다. 그런 의미로, 모순허용논리는 고전논리보다도 '신중'하며 '보수적'이라고 할 수 있다.

## 목적
모순허용논리가 생겨난 동기는, 모순을 포함하는 정보로부터 추론을 제어당한 수법을 가능케 해야 한다는 사고방식이었다. 폭발률은 이것을 방해하는 것이기 때문에, 모순허용논리에서는 배제되었다. 다른 논리에서 모순을 포함한 체계는 늘 하나밖에 없으며, 그 체계에는 온갖 명제가 정리(定理)로서 포함된다. 모순허용논리에서는 모순을 포함한 체계를 구별할 수 있으며, 모순된 체계에서 추론할 수 있다. 경우에 따라 모순된 체계를 모순되지 않은 체계로 수정하는 것도 가능하다. 또한, 대규모 소프트웨어 시스템 따위에서는 모순되지 않은 것을 보증할 수는 없다.
일부 철학자는 좀 더 적극적으로 몇 가지 모순을 「참」으로 여기고, 모순을 포함하는 체계가 반드시 올바르지 않은 셈은 아니라는 입장을 취한다. 이러한 관점을 양진주의(Dialetheism)라고 부르며, 거짓말쟁이의 역설이나 러셀의 역설과 같은 역설을 액면대로 받아들이도록 하는 사고방식이 그 바탕에 있다. 단, 모순허용논리의 신봉자가 모두 그렇게 생각하고 있다는 것은 아니다. 한편으로, 양진주의(Dialetheism)의 입장에서는 모순허용논리는 필수이며, 그러하지 아니하면 모든 것이 참이라고 인정하지 않을 수 없게 되기 때문이다.

## 트레이드오프
모순허용논리에는 문제도 있다. 폭발률을 배제했기 때문에, 다음 세 개의 아주 기본적인 원리 가운데 적어도 하나를 채용할 수 없게 된다:
| 논리합의 도입          | {\displaystyle A\vdash A\lor B}                                      |
| 선언삼단논법           | {\displaystyle A\lor B,\neg A\vdash B}                               |
| 추의관계 또는 절단규칙 | {\displaystyle \Gamma \vdash A;A\vdash B\Rightarrow \Gamma \vdash B} |

이들 중 어느것을 배제해야하는가가 연구되어, 현재에는 선언적 삼단논법(選言的三段論法, Disjunctive syllogism)을 배제하는 것이 일반적이다. 양진주의(Dialetheism)의 입장에서는, 선언적 삼단논법이 올바르지 않음은 정당하다. A와 ¬A가 함께 참이고, B가 거짓이라고 하자. A v B는 A가 참이기 때문에 전체 역시 참이다. 따라서, 전제 A v B와 ¬A는 함께 참이지만, 결론이 되는 B는 참이 아니다.
마찬가지로 다음 세 가지 원리도 폭발률에 의존하고 있기 때문에, 적어도 하나를 배제해야만 한다.
| 귀류법          | {\displaystyle A\to (B\wedge \neg B)\vdash \neg A} |
| 구조규칙        | {\displaystyle A\vdash B\to A}                     |
| 이중부정의 배제 | {\displaystyle \neg \neg A\vdash A}                |

「귀류법」과 「구조규칙」의 배제가 시도되어 왔다. 「이중부정의 배제」의 배제도 이루어져 있으나, 그것은 별개의 이유에서이다. 이중부정의 배제만을 잃어도, 모순에서 모든 부정명제를 증명 가능케 한다.

## 단순한 모순허용논리
가장 유명한 모순허용논리는 LP(Logic of Paradox)라고 하는 단순한 체계이다. 아르헨티나의 논리학자 F. G. Asenjo가 1966년에 제창하고, 그 뒤 Priest가 보편화했다.
LP의 의미론을 표현하는 방법으로서, 일반적으로는 함수의 평가로 여겨지는 바를 관계에서 치환하는 방법이 있다. 이항관계 V는 정논리식과 진릿값을 관련짓는다. V(A,1)는 A가 참이라는 것을 의미하고, V(A,0)는 A가 거짓이라는 것을 나타낸다. 각 논리식에는 적어도 하나의 진릿값이 대응되나, 대응하는 진릿값은 반드시 하나일 필요는 없다. 부정과 논리합의 의미는 다음과 같다:
- {\displaystyle V(\neg A,1)\Leftrightarrow V(A,0)}
- {\displaystyle V(\neg A,0)\Leftrightarrow V(A,1)}
- {\displaystyle V(A\lor B,1)\Leftrightarrow V(A,1)\ {\rm {or}}\ V(B,1)}
- {\displaystyle V(A\lor B,0)\Leftrightarrow V(A,0)\ {\rm {and}}\ V(B,0)}

다른 논리연산은 부정과 논리합의 조합으로 정의할 수 있다. 보다 비형식적으로 표현하면 다음과 같다:
- not A는 A가 거짓일 때에만 참이다.
- not A는 A가 참일 때에만 거짓이다.
- A or B는, A가 참이거나 B가 참일 때에만 참이다.
- A or B는, A가 거짓이자 B도 거짓일 때에만 거짓이다.

논리적 귀결관계의 의미론은 다음과 같다:
Γ {\displaystyle \vDash } A  Γ 의 모든 요소가 참일 때에만 A가 참이다.
여기서, V(A,1)와 V(A,0)라는 관계가 있으며, V(B,1)라는 관계가 없다고 한다. 이들의 관계에서 폭발률과 논리합에 의한 삼단논법의 반례는 쉽게 이끌어낼 수 있다. 하지만 그것은 동시에 LP의 조건문을 위한 전건긍정에 대한 반례이기도 하다. 이 때문에, LP에서는 부정과 논리합이 조합으로는 정의할 수 없는 강한 조건결합자를 채용하는 일이 많다.
LP는 대부분의 (보통 참인) 추론 패턴을 지니고 있으며, 드 모르간의 법칙, 부정/논리곱/부정합에 관한 자연연역이 성립한다. 또한, 놀랍게도 항진식은 LP에서도 일반적인 논리체계에서도 변함없다. LP와 고전논리의 다른 점은, 추론이 참이 되는 범위이다. 각 논리식이 반드시 참이나 거짓의 값을 가진다는 조건에서 벗어난 모순허용논리를 FDE(First-Degree Entailment)라고 부른다. LP와는 달리 FDP에는 항진식이 없다.
LP는 수많은 모순허용논리의 하나에 지나지 않는다는 점을 주의해야 한다. 비교적 단순한 예로서 이곳에 소개한 것에 지나지 않는다.

## 다른 논리학과의 관계
모순허용논리의 중요한 체계로서 연관 논리가 있다. 논리는 이하의 조건을 만족할 때에만 「적절」(relevant)하다고 여긴다:
A → B가 정리(定理)일 때, A와 B는 하나의 비논리적 상항을 공유한다.
이 때문에, 연관논리에서는 p & ¬p → q를 정리로서 가질 수 없다. 또한, {p, ¬p}에서 q를 이끌어내는 추론도 불가능하다.
연관논리와 다치논리는 겹치는 부분도 많이 있지만, 연관논리가 도무 다치논리라는 것은 아니다. 물론, 모든 다치논리가 모순허용논리라는 것도 아니다.
직관논리에서는 A ∨ ¬A를 거짓으로 할 가능성이 있지만, 모순허용논리에서는 A ∧ ¬A를 참으로 할 가능성이 있다. 이 점에서, 모순허용논리와 직관논리는 서로 쌍대로 보아야 한다고 여겨진다. 하지만, 직관논리는 특수한 논리체계이고, 모순허용논리는 다양한 체계를 내포하는 논리체계의 클래스이다. 따라서, 직관논리의 쌍대는 특정 모순허용논리의 체계이며, 쌍대직관논리(dual-intuitionistic logic) 또는 (역사적인 이유에서)Brazilian logic라고 불린다. 두 개의 논리체계의 쌍대성은 시퀀트 계산의 프레임워크로 알 수 있다. 직관논리에서는 다음 시퀀트를 도출해낼 수 없다.
{\displaystyle \vdash A\lor \neg A}
그러나, 쌍대직관논리에서는 다음 시퀀트를 도출해낼 수 없다.
{\displaystyle A\land \neg A\vdash }
마찬가지로, 직관논리에서는 다음 시퀀트를 도출해낼 수 없다.
{\displaystyle \neg \neg A\vdash A}
한편, 쌍대직관논리에서는 다음 시퀀트를 도출해낼 수 없다.
{\displaystyle A\vdash \neg \neg A}
쌍대직관논리에는 결합자 #가 있으며, 이는 직관적 함의의 쌍대이다. 대강 말하면, A # B는「A이지만 B가 아니다」(A but not B)라는 의미이다. 단, #는 진리함수가 아니다.

## 응용
모순허용논리는 다양한 영역에서 모순을 다루는 수단으로 이용되어왔다.
- 의미론: 거짓말쟁이의 역설 따위에 빠져들지 않는 진실의 형식적이자 단순한 설명수단으로서 모순허용논리가 제안되어왔다. 하지만, 그러한 체계에서는 커리의 역설도 방지할 필요가 있으나, 이 경우 부정을 사용할 수 없기 때문에 대처가 더욱 어렵다.
- 집합론 등 수학의 기초: 러셀의 역설이나 괴델의 불완전성 정리와의 관련으로 모순허용논리를 중시하는 입장도 있다.
- 인식론: 모순되는 이론이나 가설로 추론하는 수단으로서, 혹은 이들을 개선하는 수단으로서 모순허용논리가 제안되어왔다.
- 지식경영과 인공지능: 모순되는 정보를 다루는 수단으로서 모순허용논리가 일부 사용되어왔다.[9]
- 의무논리와 메타윤리학: 윤리적·규범적 모순을 다루는 수단으로서 모순허용논리가 제안되어왔다.

## 비판
전술한 세 가지 원리(의 일부 혹은 모두)를 배제하지 않으면 성립하지 않는 모순허용논리에 대하여, 폭발률을 배제하는 것의 직관적 정당성보다도, 그 세 원리의 직관적 정당성이 낫다고 주장하는 철학자도 있다.
또한, 데이비드 루이스는, 어느 명제와 그 부정이 함께 참이라고 보는 모순허용논리에 반대의 입장을 주장했다. 관련해서, 모순허용논리의 「부정」은 이른바 부정이 아니라, 아리스토텔레스가 일컫는 소반대(小反對)에 상응한다는 주장도 있다.

## 연구자
모순허용논리의 주요 연구자를 이하에 열거한다:
- Alan Anderson (미국,  1925년 - 1973년) 모순허용논리의 일종이기도 한 연관논리를 구축한 연구인 중 한 명.
- F. G. Asenjo (아르헨티나)
- Diderik Batens (벨기에)
- Nuel Belnap (미국, 1930년 - ) Anderson과 함께 연관논리를 구축.
- Jean-Yves Béziau (프랑스/스위스, 1965년 - )
- Ross Brady (오스트레일리아)
- Bryson Brown (캐나다)
- Walter Carnielli (브라질)
- Newton da Costa (브라질, 1929년 - ) 모순허용논리의 형식체계를 구축한 초기의 연구자중 한 명.
- Itala M. L. D'Ottaviano (브라질)
- J. Michael Dunn (미국) 연관논리의 연구자
- Stanisław Jaśkowski (폴란드) 모순허용논리의 형식체계를 구축한 초기의 연구자중 한 명.
- R. E. Jennings (캐나다)
- 데이비드 루이스 (미국, 1941년 - 2001년) 모순허용논리에 대한 비평가
- 얀 우카시에비치 (폴란드, 1878년 - 1956년)
- Robert K. Meyer (미국/오스트레일리아)
- Chris Mortensen (오스트레일리아) 모순허용수학
- Val Plumwood (Val Routley라고도, 오스트레일리아, 1939년 - )
- Graham Priest (오스트레일리아) 모순허용논리에 대한 현재의 세계적 일인자
- Francisco Miró Quesada (페루) 모순허용논리(paraconsistent logic)라는 용어를 만들어냈다.
- Peter Schotch (캐나다)
- B. H. Slater (오스트레일리아) 모순허용논리에 대한 비평가
- Richard Sylvan (Richard Routley라고도, 뉴질랜드/오스트레일리아, 1935년 - 1996년)
- Nicolai A. Vasiliev (러시아, 1880년 - 1940년)

## 같이 보기
- 형식논리학
- 직관 논리

## 참고 문헌
- Aoyama, Hiroshi (2004년). “LK, LJ, Dual Intuitionistic Logic, and Quantum Logic”. 《Notre Dame Journal of Formal Logic》 45 (4): 193–213.
- Bertossi, Leopoldo et al., eds. (2004년). 《Inconsistency Tolerance》. Berlin: Springer. ISBN 3-540-24260-0.
- Béziau, Jean-Yves (2000년). 〈What is Paraconsistent Logic?〉.   In D. Batens et al. (eds.). 《Frontiers of Paraconsistent Logic》. Baldock: Research Studies Press. 95-111쪽. ISBN 0-86380-253-2.
- Bremer, Manuel (2005년). 《An Introduction to Paraconsistent Logics》. Frankfurt: Peter Lang. ISBN 3-631-53413-2.
- Brown, Bryson (2002년). 〈On Paraconsistency.〉.   In Dale Jacquette (ed.). 《A Companion to Philosophical Logic》. Malden, Massachusetts: Blackwell Publishers. 628-650쪽. ISBN 0-631-21671-5.
- Lewis, David (1998년) [1982년]. 〈Logic for Equivocators〉. 《Papers in Philosophical Logic》. Cambridge: Cambridge University Press. 97–110쪽. ISBN 0-521-58788-3.
- Priest, Graham (2002년). 〈Paraconsistent Logic.〉.   In D. Gabbay and F. Guenthner (eds.). 《Handbook of Philosophical Logic, Volume 6》 2판. The Netherlands: Kluwer Academic Publishers. 287-393쪽. ISBN 1-4020-0583-0.
- Priest, Graham and Tanaka, Koji (2001). “Paraconsistent Logic”. 《Stanford Encyclopedia of Philosophy (Winter 2004 edition)》. 2006년 2월 24일에 확인함.
- Slater, B. H. (1995년). “Paraconsistent Logics?”. 《Journal of Philosophical Logic》 24: 233–254.
- Woods, John (2003년). 《Paradox and Paraconsistency: Conflict Resolution in the Abstract Sciences》. Cambridge: Cambridge University Press. ISBN 0-521-00934-0.